# Delonix floribunda
Delonix floribunda là một loài rau đậu thuộc họ Fabaceae. Nó chỉ được tìm thấy ở Madagascar.
It has very large flat heads of yellow flowers in late spring. It is grown as a showy ornamental in rich soil in a temperate to tropical climate. It can be propagated from seed.

## Sources
- Du Puy, D. et al. 1998. Delonix floribunda. 2006 IUCN Red List of Threatened Species.  Truy cập ngày 19 tháng 7 năm 2007.
- Delonix floribunda

## Hình ảnh

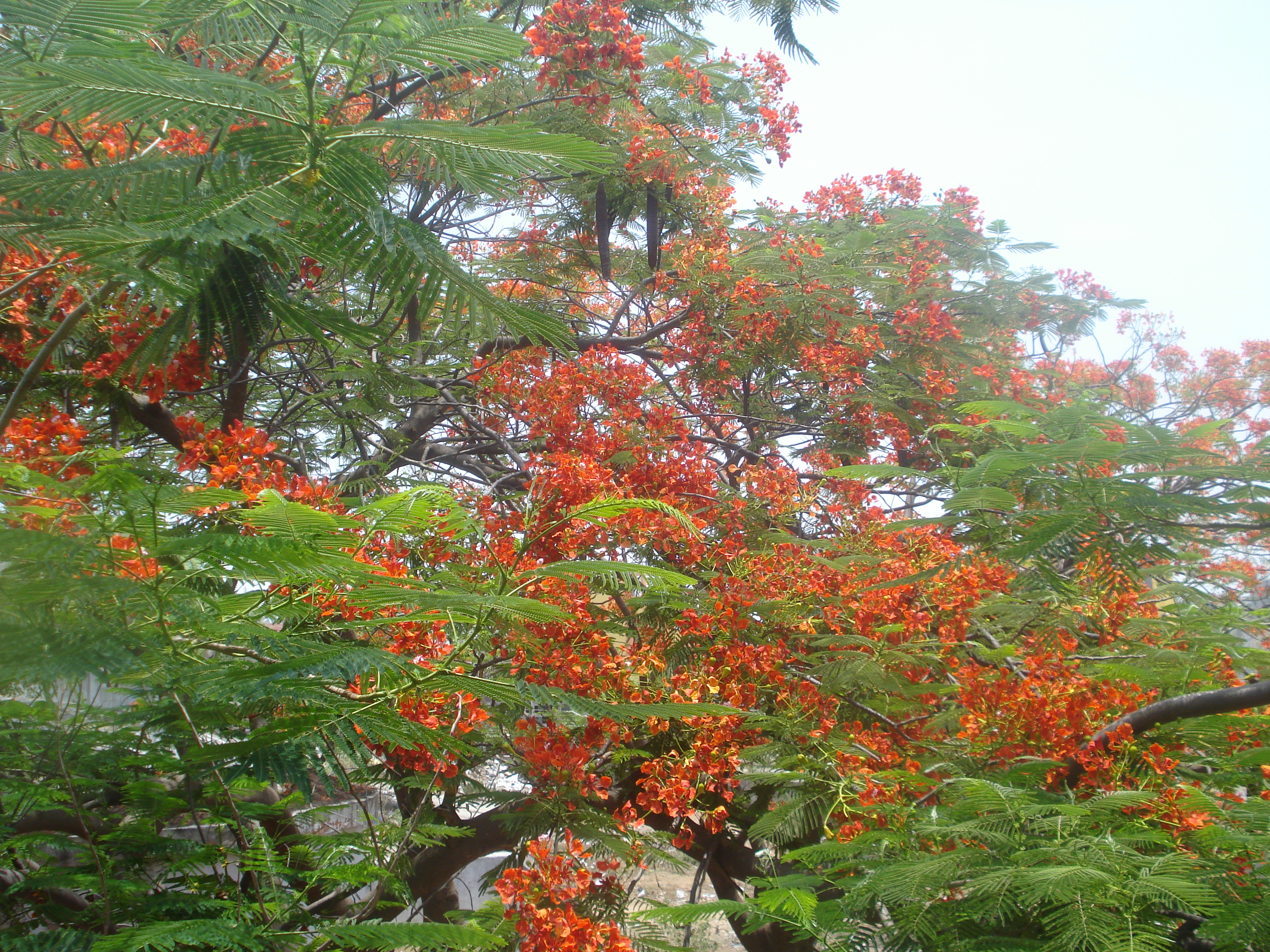
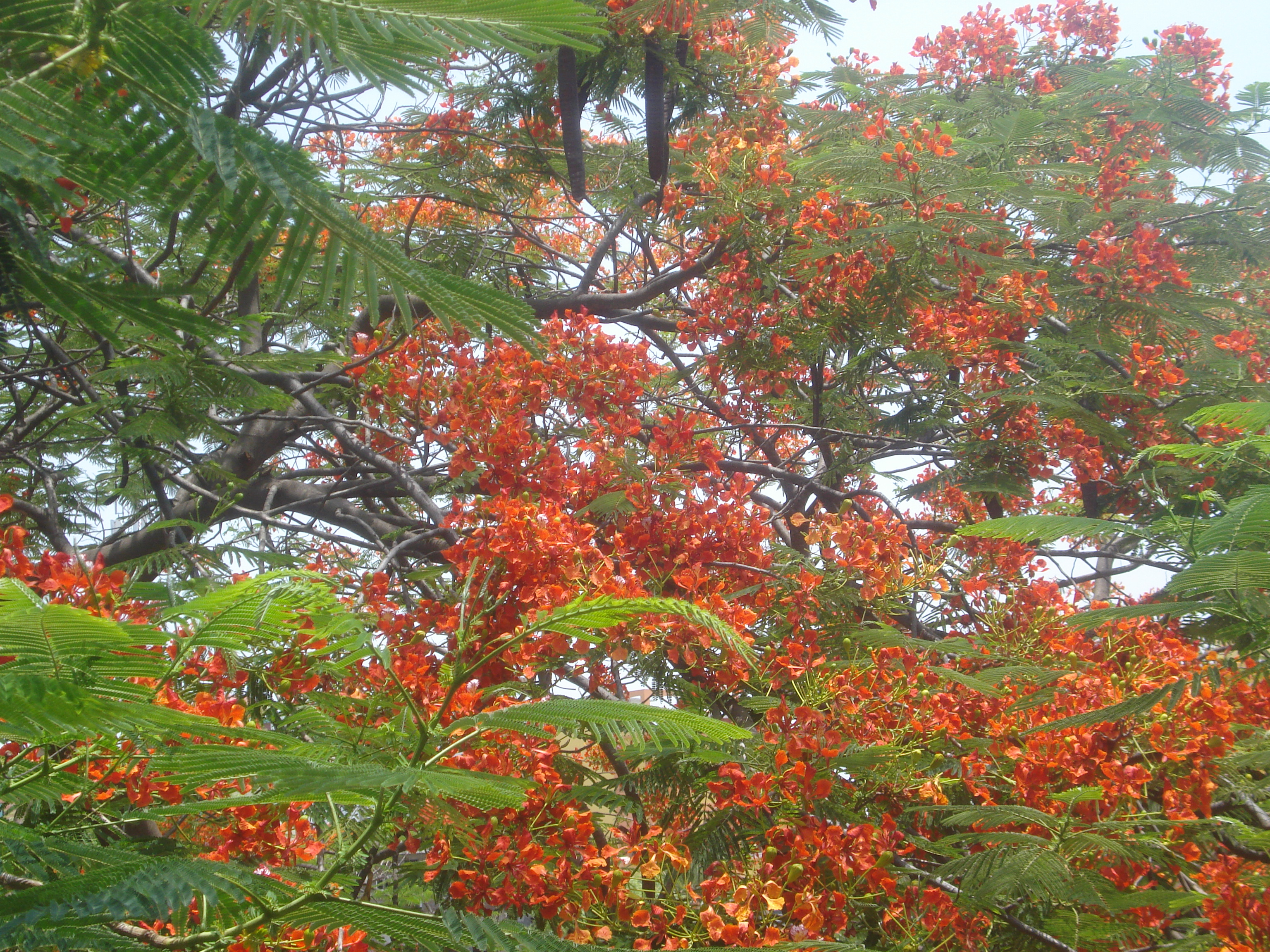
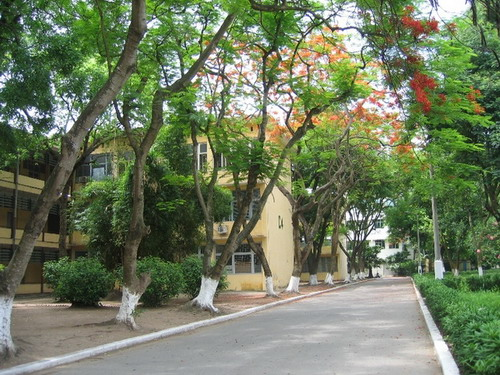
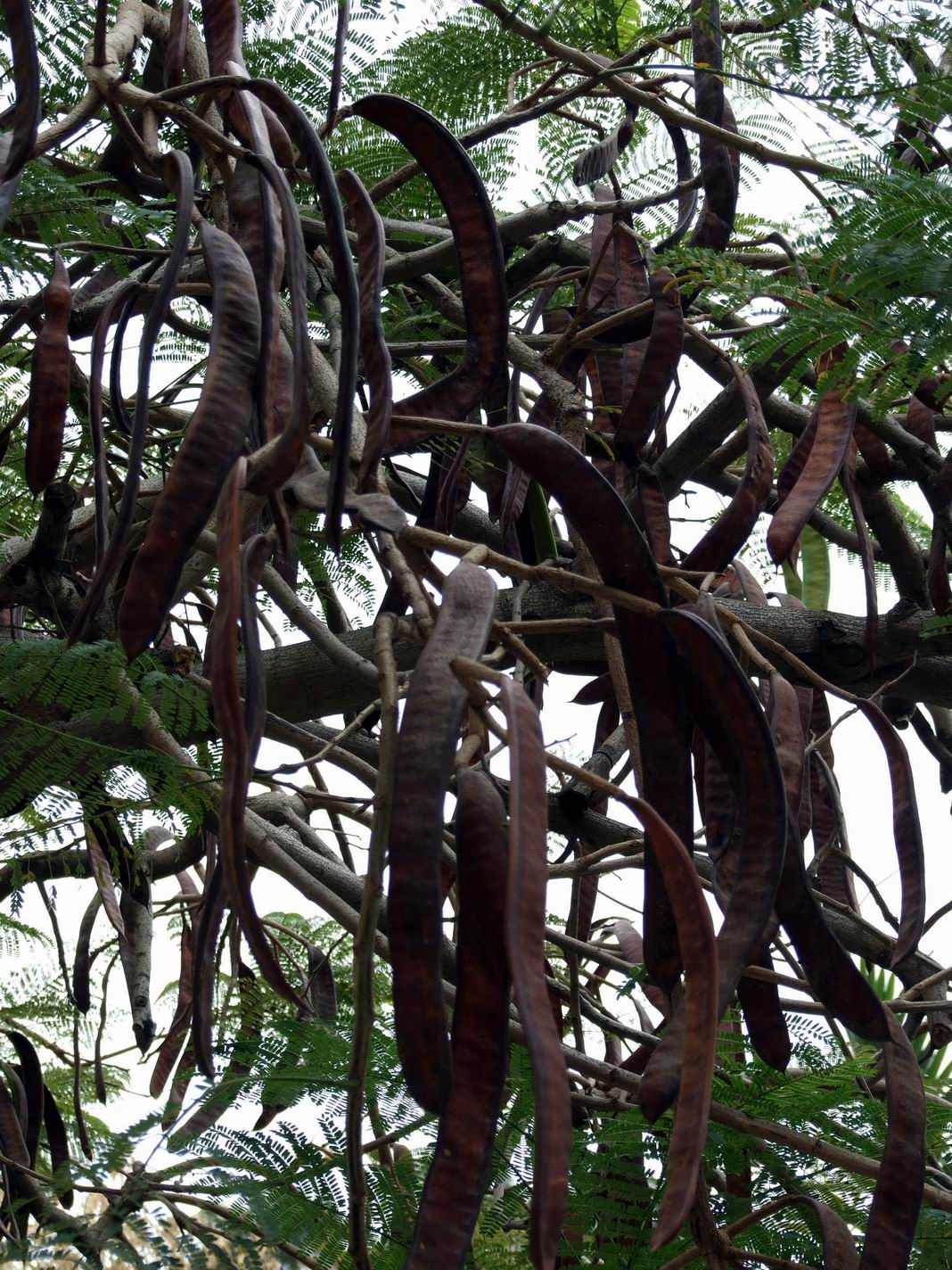